# 秦灶街道
秦灶街道，是中华人民共和国江苏省南通市崇川区下辖的一个乡镇级行政单位。

## 行政区划
秦灶街道下辖以下地区：
桥北村社区、桥东村社区、八里庙村社区、民安花苑社区、秦灶村、西安桥村、袁桥村、费桥村和秦北村。